# Кэннон Стрит (станция метро)
Кэннон-стрит (англ. Cannon Street) — станция лондонского метро в районе города, называемом Лондонский Сити. На станции останавливаются поезда двух линий метро: Кольцевой и Дистрикт. Находится между станциями «Мэншн Хаус» и «Монумент». Станция имеет выходы на Кэннон стрит Довгейт Хилл, а также на вокзал железнодорожной станции Кэннон-стрит. Станция не рассчитана на инвалидов-колясочников. Работает 6 дней в неделю (кроме понедельников). Относится к первой тарифной зоне.

## История станции
В 1876 компании Метрополитэн Рейлвэй (МР) и Метрополитэн Дистрикт Рейлвэй (МДР) построили большинство станций внутреннего круга (ныне Кольцевая линия), открыв Олдгейт и Мэншн Хаус соответственно.
6 октября 1884 была открыта последняя очередь внутреннего кольца. И в 1949 линия приняла очертания сегодняшней Кольцевой.